# Bliss (langue)
Pour les articles homonymes, voir Bliss.
Le bliss est une langue idéographique développée par Charles K. Bliss vers 1942. Elle est utilisée dans des hôpitaux nord-américains pour communiquer avec des personnes muettes, paralytiques ou paraplégiques.

## Historique
Charles K. Bliss a consacré une partie de sa vie à créer une langue symbolique internationale dont la toute première version est apparue vers 1942. Son ambition était d'en faire une langue de communication internationale. La langue bliss a été ignorée jusqu'à ce que, en 1971, des praticiens canadiens découvrent qu’elle peut être utilisée par des personnes inaptes à accéder aux langues parlées. La langue bliss a tout d'abord été utilisée en 1971 en Ontario lors d'un programme visant à faciliter la communication des enfants en situation de handicap physique. Aujourd'hui, cette langue est utilisée dans des hôpitaux nord-américains pour communiquer avec des personnes muettes, paralytiques ou paraplégiques. Ce code se présente sous la forme d'une tablette placée devant la personne qui construit ses phrases en combinant les signes entre eux. La Blissymbolics Communication International (BCI) est l'instance qui gère le développement de la langue.

## Description
Il s'agit d'une langue composée d'environ 2 300 symboles, et qui possède son propre vocabulaire (écrit sous forme idéographique) et sa propre grammaire et syntaxe (ce qui la rapproche des langues des signes utilisées par les sourds, de façon gestuelle, écrite en SignWriting). Il est relativement facile à informatiser grâce à sa graphie simple. L'idée fondamentale de Bliss est d'utiliser des pictogrammes dont le dessin a été réduit en une combinaisons de quelques traits simples. Ces traits de base sont : des lignes droites (horizontales, verticales et obliques uniquement), des points, des cercles et demi-cercles, des ondulations, et quelques formes spéciales (cœurs, points d'interrogations…) Les premiers symboles de base obtenus à l'aide de ces traits vont devenir des modèles qui seront ensuite combinés pour former des concepts plus complexes. Voici quelques symboles de base :

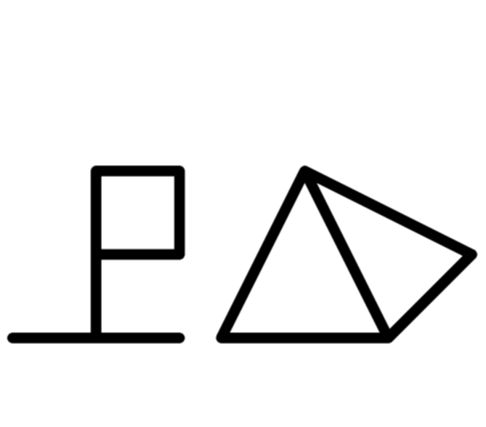
Égypte (pays des) pyramides
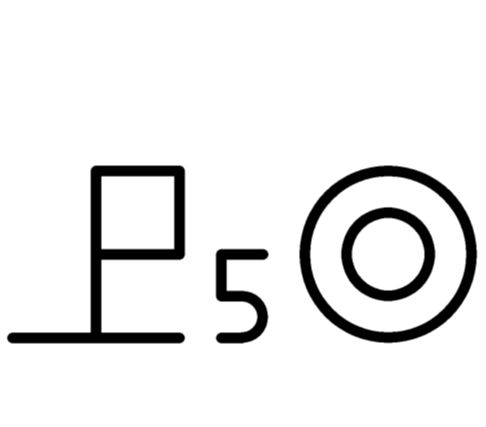
Grèce cinq anneaux olympiques
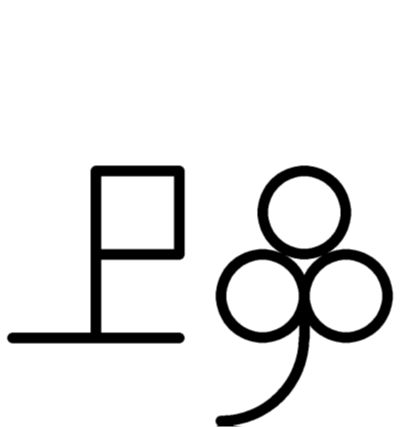
Irlande trèfle
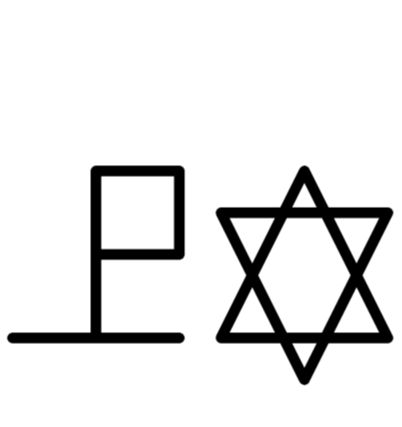
Israël étoile de David
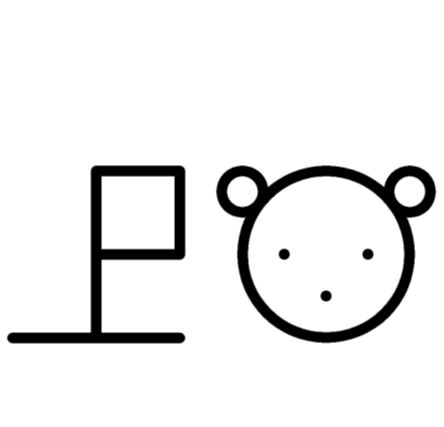
Russie ours russe

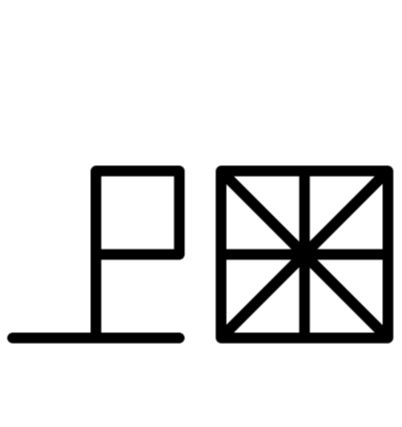
Grande-Bretagne Union Jack
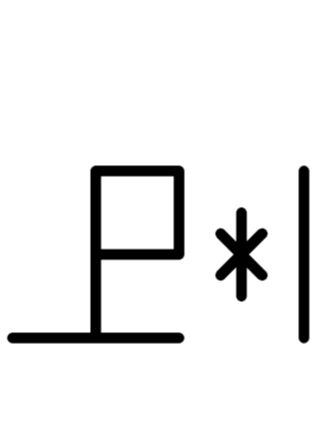
États-Unis Stars and Stripes
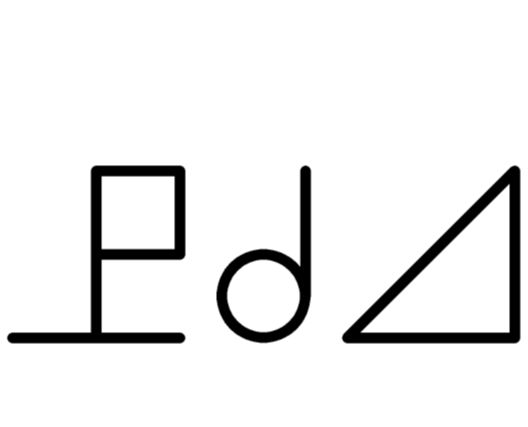
Autriche musique et montagnes
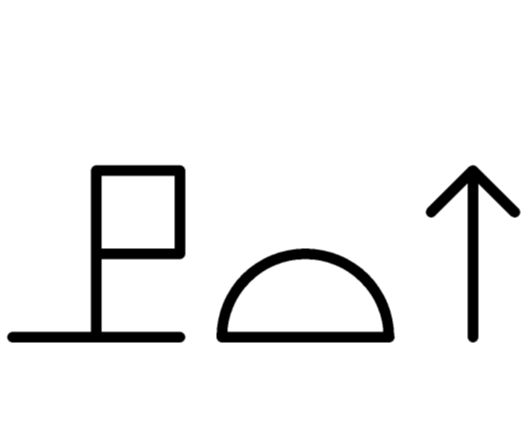
Japon soleil levant
Suède trois couronnes des armoiries nationales

### Pronoms

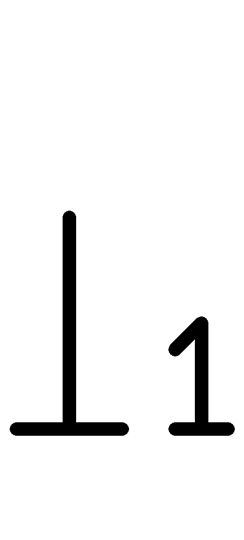
je
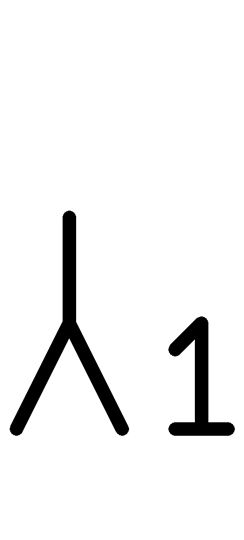
je (♀)
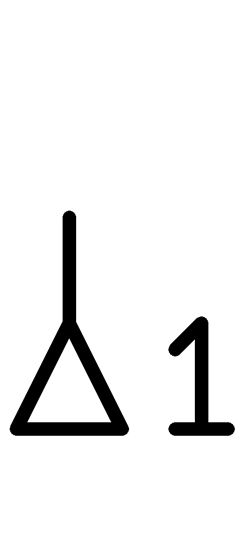
je (♀)

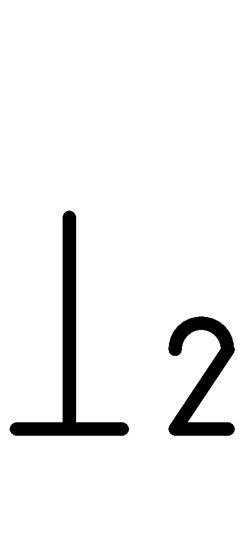
tu
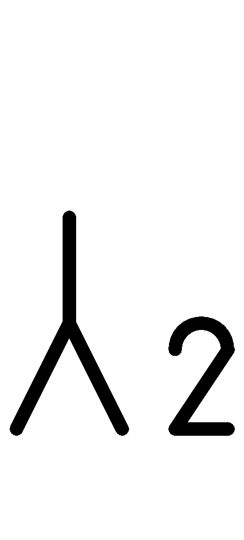
tu (♀)
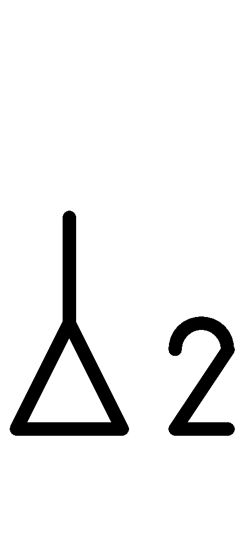
(♀)tu

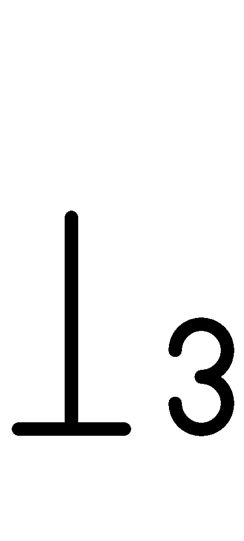
il / elle
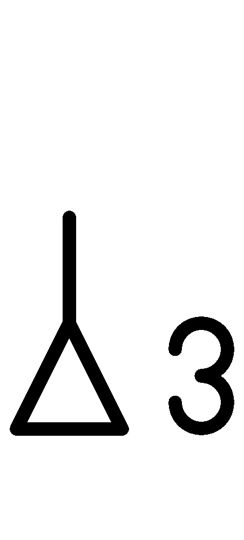
(♀)il
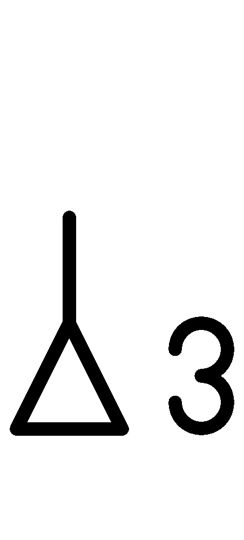
elle (♀)

Quelques pronoms personnels

### Verbes

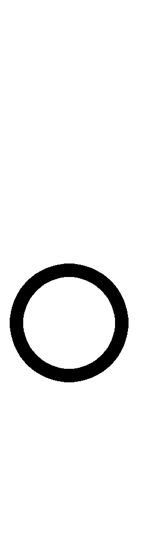
bouche
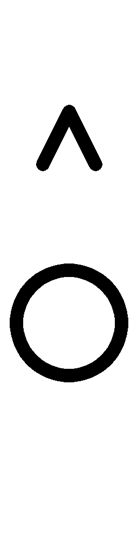
parler

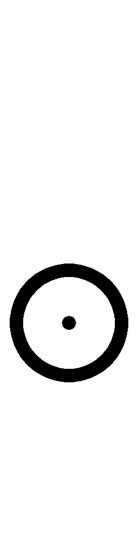
oeil
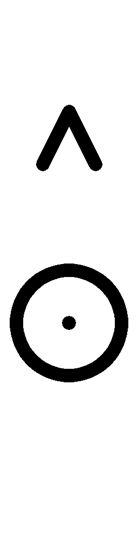
voir

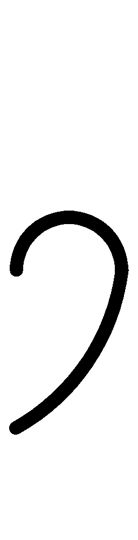
oreille
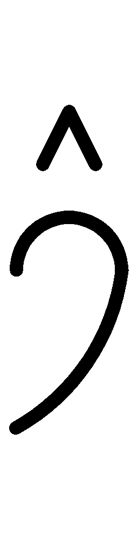
écouter

Quelques verbes

### Déterminatifs
Dans l'exemple des verbes, les petites marques au-dessus des mots sont des déterminatifs. Ces marques grammaticales permettent, à la manière des déterminatifs utilisés dans les hiéroglyphes égyptiens, de désigner la classe grammaticale d'un symbole (verbe, nom, adjectif) ou de préciser le champ lexical auquel il appartient.

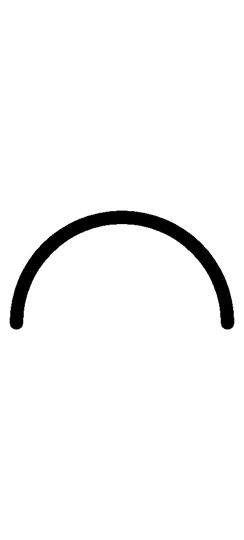
le mot esprit et ses dérivés obtenus à l'aide des déterminatifs

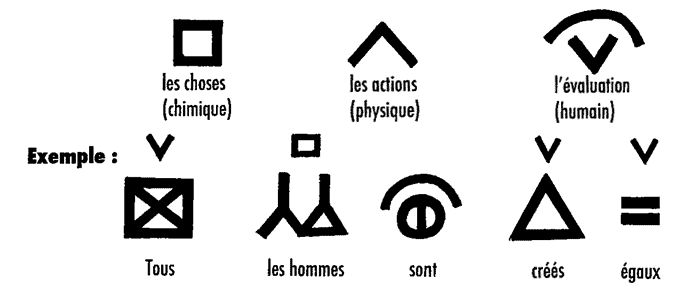

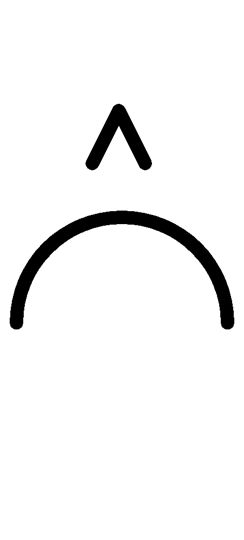
le verbe penser
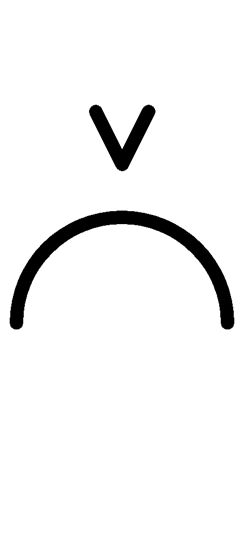
l'adjectif réfléchi
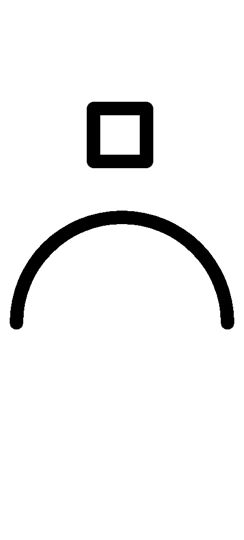
le nom singulier cerveau
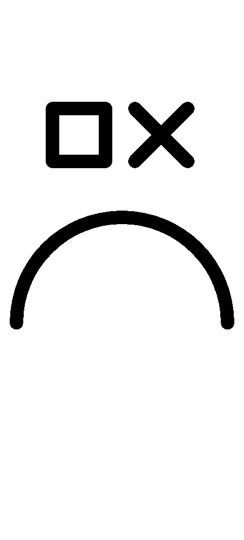
le nom pluriel cerveaux

### Symboles secondaires
Il est possible de combiner des symboles primaires entre eux afin d'obtenir des symboles secondaires qui deviennent eux-mêmes autonomes. Symboles primaires et secondaires peuvent ensuite s'associer (c'est-à-dire s'écrire côte à côte tout en restant distincts) pour former des mots abstraits ou de sens complexe.

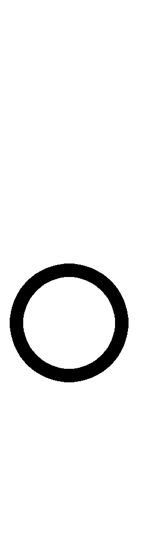
bouche
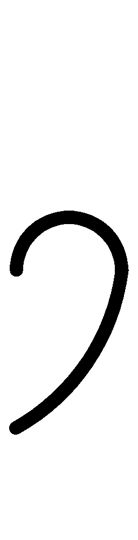
oreille
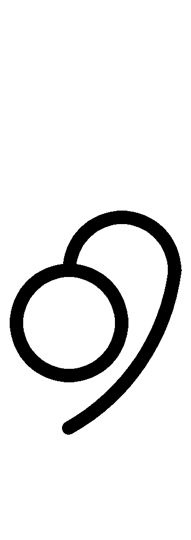
langue

Symboles secondaires formés par combinaisons de symboles primaires

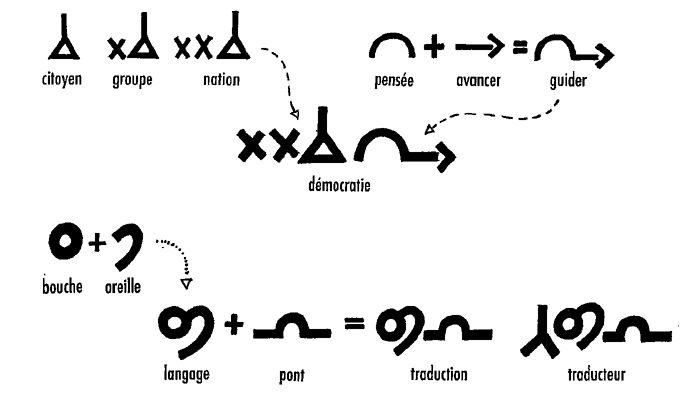
Mots abstraits formés par association de symboles secondaires et primaires
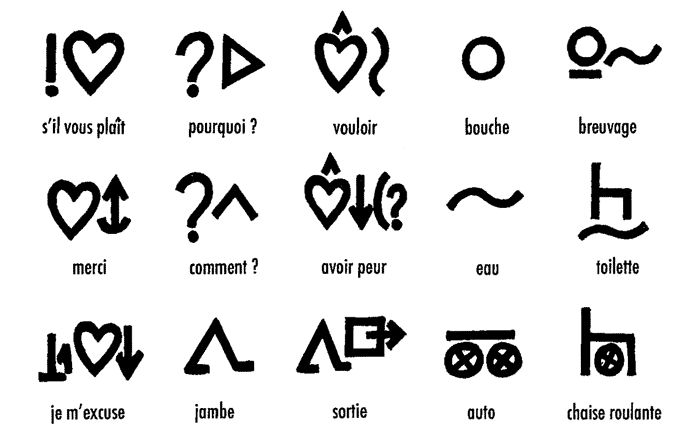
Quelques associations de symboles que l'on peut lire sur une tablette utilisée dans le milieu hospitalier

### Phrases
Les mots obtenus peuvent, comme dans n'importe quelle langue, former des phrases et même des textes complets.

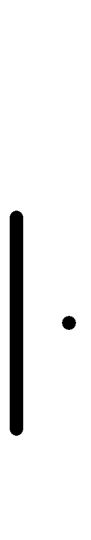
après
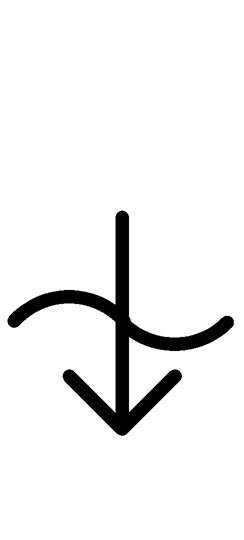
pluie
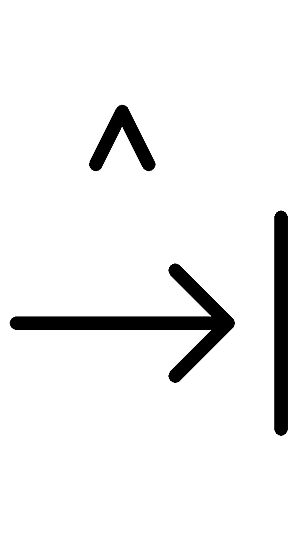
vient
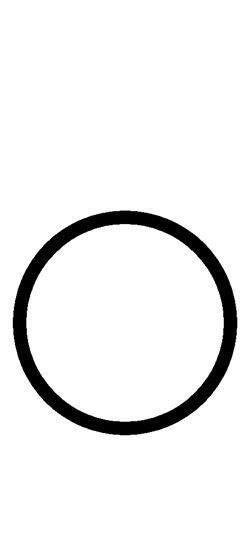
soleil